# Nati nel 1708
| Questa pagina contiene informazioni ricavate automaticamente dalle voci biografiche con l'ausilio del template Bio e di un bot. L'aggiornamento è periodico e automatico e ricostruisce completamente la pagina. Se manca una persona in questa lista, sei pregato di non aggiungerla, ma accertati piuttosto che la sua voce biografica contenga il template Bio e che i dati anagrafici siano correttamente compilati. Se il template Bio manca, inseriscilo tu stesso o, in alternativa, metti l'avviso {{tmp\|Bio}} che ne segnala la mancanza. Se i dati riportati sono sbagliati, correggi direttamente la voce biografica; le modifiche saranno visibili in questa lista entro pochi giorni. Per chiarimenti vedi il progetto biografie. La lista contiene solo le 107 persone che sono citate nell'enciclopedia e per le quali è stato implementato correttamente il template Bio. Pagina aggiornata al 10 ago 2025. |

## Gennaio(10)
- 9 gennaio - Johann Friedrich Grael, architetto tedesco († 1740)
- 12 gennaio - François-Nicolas Lenormand, diplomatico francese († 1783)
- 14 gennaio - Charles Armand René de La Trémoille, nobile francese († 1741)
- 19 gennaio - Giovanni Girolamo Gradenigo, arcivescovo cattolico italiano († 1786)
- 22 gennaio - Vincenzo Bellini, numismatico e presbitero italiano († 1783)
- 23 gennaio - Luigi Crespi, pittore e storico dell'arte italiano († 1779)
- 25 gennaio - Pompeo Batoni, pittore italiano († 1787)
- 27 gennaio - Anna Petrovna Romanova, nobile († 1728)
- 28 gennaio - Jean-François-Joseph de Rochechouart, cardinale e vescovo cattolico francese († 1777)
- 30 gennaio - Georg Dionysius Ehret, pittore e disegnatore tedesco († 1770)

## Febbraio(8)
- 2 febbraio - Gianmaria Biemmi, prete e storico italiano († 1784)
- 8 febbraio - Václav Jan Kopřiva, compositore e organista ceco († 1789)
- 11 febbraio - Egidio Romualdo Duni, compositore italiano († 1775)
- 11 febbraio - Ümmügülsüm Sultan, principessa ottomana († 1732)
- 16 febbraio - Adam Friedrich von Seinsheim, vescovo cattolico tedesco († 1779)
- 23 febbraio - Carlo Ludovico Federico di Meclemburgo-Strelitz, nobile tedesco († 1752)
- 23 febbraio - Maria Diomira del Verbo Incarnato, religiosa italiana († 1768)
- 28 febbraio - Jacopo Tartarotti, letterato e storico austriaco († 1737)

## Marzo(5)
- 1º marzo - Elia Vincenzo Buzzi, scultore italiano († 1780)
- 13 marzo - Alberto Maria Capobianco, arcivescovo cattolico italiano († 1798)
- 28 marzo - Ange Goudar, avventuriero e scrittore francese († 1791)
- 29 marzo - Johann Christian Vollerdt, pittore tedesco († 1769)
- 31 marzo - Jean Chastel, francese († 1789)

## Aprile(7)
- 1º aprile - Ludovico Sabatini d'Anfora, vescovo cattolico italiano († 1776)
- 5 aprile - Augustin-Joseph de Mailly, generale francese († 1794)
- 11 aprile - Ferdinando Bonaventura von Harrach, generale e politico austriaco († 1778)
- 20 aprile - Innocenzo Gorgoni, arcivescovo cattolico italiano († 1774)
- 21 aprile - Davide Antonio Fossati, pittore e incisore svizzero († 1795)
- 23 aprile - Friedrich von Hagedorn, poeta tedesco († 1754)
- 29 aprile - Filippo Maria Pirelli, cardinale e arcivescovo cattolico italiano († 1771)

## Maggio(8)
- 1º maggio - Lionel Tollemache, IV conte di Dysart, nobile scozzese († 1770)
- 8 maggio - Girolamo Colonna, cardinale italiano († 1763)
- 13 maggio - Maximilian Friedrich von Königsegg-Rothenfels, arcivescovo cattolico tedesco († 1784)
- 13 maggio - John Spencer, politico britannico († 1746)
- 15 maggio - Johann Adolph Scheibe, compositore e musicologo tedesco († 1776)
- 16 maggio - James Drummond, III conte di Melfort, nobile scozzese († 1766)
- 25 maggio - Wriothesley Russell, III duca di Bedford, nobile britannico († 1732)
- 25 maggio - Giuseppe Tomaso de Rossi, vescovo cattolico italiano († 1786)

## Giugno(3)
- 5 giugno - Antonio Vallisneri, scienziato, naturalista e biologo italiano († 1777)
- 17 giugno - Annibale degli Abati Olivieri, archeologo e numismatico italiano († 1789)
- 27 giugno - Rodolfo Emilio Brignole Sale, doge († 1774)

## Luglio(8)
- 1º luglio - Gioacchino Castelli, vescovo cattolico italiano († 1788)
- 3 luglio - Antonio Sacco, attore teatrale italiano († 1788)
- 5 luglio - Ferdinand Dietz, scultore tedesco († 1777)
- 8 luglio - Joseph Franz von Schönborn-Wiesentheid, nobile e politico tedesco († 1772)
- 8 luglio - Claude-Henri de Fusée de Voisenon, scrittore, drammaturgo e abate francese († 1775)
- 17 luglio - Federico Cristiano di Brandeburgo-Bayreuth, nobile tedesco († 1769)
- 18 luglio - Bonaventura Sculco, vescovo cattolico italiano († 1781)
- 21 luglio - Andrea Barbiani, pittore italiano († 1779)

## Agosto(7)
- 1º agosto - Gaetano Fantuzzi, cardinale italiano († 1778)
- 5 agosto - Giovanni Baldanza, librettista italiano († 1789)
- 5 agosto - Paolo Gerolamo Franzoni, presbitero italiano († 1778)
- 11 agosto - Maria Franziska von Trautson, principessa austriaca († 1761)
- 15 agosto - Francesco Guasco, nobile e generale italiano († 1763)
- 26 agosto - Matteo Capranica, compositore e organista italiano
- 29 agosto - Olof von Dalin, poeta e storico svedese († 1763)

## Settembre(6)
- 2 settembre - André Le Breton, tipografo e editore francese († 1779)
- 10 settembre - Antioch Dmitrievič Kantemir, scrittore, poeta e traduttore russo († 1744)
- 20 settembre - Eustachio Ignazio Capizzi, presbitero, scrittore e teologo italiano († 1783)
- 21 settembre - Matteo Gennaro Testa Piccolomini, arcivescovo cattolico italiano († 1782)
- 22 settembre - Leopoldo Ernesto Firmian, cardinale e vescovo cattolico austriaco († 1783)
- 28 settembre - Giovanni Michele Graneri, pittore italiano († 1762)

## Ottobre(8)
- 4 ottobre - Antonio Francesco Vezzosi, presbitero e biografo italiano († 1783)
- 9 ottobre - Louis César de La Baume Le Blanc de La Vallière, militare francese († 1780)
- 11 ottobre - Giacomo Maria Paitoni, presbitero e scrittore italiano († 1774)
- 16 ottobre - Albrecht von Haller, medico e poeta svizzero († 1777)
- 22 ottobre - Frederic Louis Norden, ufficiale e esploratore danese († 1742)
- 22 ottobre - Luigi Günther II di Schwarzburg-Rudolstadt, nobile tedesco († 1790)
- 24 ottobre - Maria Enrichetta de La Tour d'Auvergne, nobile francese († 1728)
- 27 ottobre - Jean-Rodolphe Perronet, architetto e ingegnere francese († 1794)

## Novembre(5)
- 2 novembre - Saverio Selecchy, organista italiano († 1788)
- 6 novembre - Gregorio Babbi, tenore italiano († 1768)
- 15 novembre - William Pitt il Vecchio, politico britannico († 1778)
- 17 novembre - Simone Buonaccorsi, cardinale italiano († 1776)
- 17 novembre - Niccolò Serra, cardinale e arcivescovo cattolico italiano († 1767)

## Dicembre(8)
- 2 dicembre - Giovanni Antonio Galli, chirurgo italiano († 1782)
- 3 dicembre - Alessandro Ruspoli, II principe di Cerveteri, principe, politico e diplomatico italiano († 1779)
- 4 dicembre - Giorgio Doria, cardinale e arcivescovo cattolico italiano († 1759)
- 8 dicembre - Francesco I di Lorena, imperatore († 1765)
- 8 dicembre - Léopold-Marc de Ligniville, generale francese († 1734)
- 10 dicembre - Giovanni Maria Giuseppe Bicetti, letterato, poeta e medico italiano († 1778)
- 21 dicembre - Levin Adolph von Hake, politico tedesco († 1771)
- 25 dicembre - Antonino Valsecchi, teologo, predicatore e religioso italiano († 1791)

## Senza giorno specificato(24)
- Filippo Arena, botanico italiano († 1789)
- Giuseppe Avossa, compositore italiano († 1796)
- Cassiano Beligatti, religioso e missionario italiano († 1791)
- Pierre-Joseph Bernard, scrittore francese († 1775)
- Antonio Biglia, arcivescovo cattolico italiano († 1755)
- John Cuff, ottico inglese († 1772)
- Lucantonio D'Onofrio, pittore italiano
- Ivan Alekseevič Dolgorukov, ufficiale e principe russo († 1739)
- Hannah Glasse, scrittrice inglese († 1770)
- Manuel de Guirior, generale spagnolo († 1788)
- Kelzang Gyatso, monaco buddhista tibetano († 1757)
- Lavinia Fenton, attrice teatrale e nobildonna britannica († 1760)
- Pierre Le Vieil, vetraio francese († 1772)
- Jean-Laurent Legeay, architetto francese († 1790)
- Andrea Leoncini, pittore italiano († 1760)
- Leopoldo d'Assia-Darmstadt, nobile tedesco († 1764)
- Giuseppe Menabuoni, incisore e pittore italiano († 1748)
- Ferenc III Nádasdy, militare ungherese († 1783)
- Dmitrij Leont'evič Ovcyn, cartografo e esploratore russo († 1757)
- Giovanni Domenico Piana, ingegnere italiano († 1769)
- Paolo Posi, architetto italiano († 1776)
- Joseph Raulin, ginecologo e medico francese († 1784)
- Georg von Reutter, compositore austriaco († 1772)
- Luca Rossetti da Orta, pittore italiano († 1770)